# Celebrando al Príncipe
Celebrando al Príncipe es un álbum recopilatorio del cantante mexicano Cristian Castro, lanzado por Universal Music el 13 de noviembre de 2012. El álbum sigue las producciones de Viva el Príncipe y Mi amigo el Príncipe, donde Castro canta canciones de José José, a quien considera su ídolo musical. El álbum contiene trece canciones de los dos álbumes anteriores, así como dos nuevas versiones: «Mi vida» y «Pero me hiciste tuyo». La primera de las antes mencionadas se lanzó como sencillo el 30 de octubre de 2012 para promocionar el álbum. Esta es la última grabación de Castro lanzada bajo Universal Music Latin Entertainment, cuando dejó el sello discográfico para regresar con Sony Music.

## Lista de canciones
| N.º | Título                                                  | Escritor(es)                                     | Duración |  |
| 1.  | «La nave del olvido»                                    | Dino Ramos                                       | 3:54     |  |
| 2.  | «Lo que no fue no será»                                 | José María Napoleón                              | 3:47     |  |
| 3.  | «El triste»                                             | Roberto Cantoral                                 | 4:36     |  |
| 4.  | «Buenos días, amor»                                     | Juan Carlos Calderón                             | 4:00     |  |
| 5.  | «Gavilán o paloma»                                      | Rafael Pérez Botija                              | 4:46     |  |
| 6.  | «Almohada»                                              | Adan Torres                                      | 4:02     |  |
| 7.  | «Me basta»                                              | Rafael Pérez Botija                              | 4:22     |  |
| 8.  | «Preso»                                                 | Rafael Pérez Botija                              | 3:23     |  |
| 9.  | «Lo dudo»                                               | Manuel Alejandro, Ana Magdalena                  | 4:24     |  |
| 10. | «Pero me hiciste tuyo»                                  | José Miguel Gallardo Vera                        | 4:14     |  |
| 11. | «Si me dejas ahora»                                     | Camilo Blanes                                    | 4:48     |  |
| 12. | «Amor, amor»                                            | Rafael Pérez Botija                              | 4:07     |  |
| 13. | «Desesperado»                                           | Rafael Pérez Botija, María Enriqueta Ramos Nuñez | 4:18     |  |
| 14. | «Amar y querer»                                         | Manuel Alejandro, Ana Magdalena                  | 4:04     |  |
| 15. | «Dame la llave de tu corazón (Edición para Sudamérica)» |                                                  | 4:18     |  |